# 一ツ木駅 (熊本県)
一ツ木駅（ひとつぎえき）は、かつて熊本県鹿本郡植木町一ツ木（現・熊本市北区植木町一木）にあった山鹿温泉鉄道の駅（廃駅）である。一つ木駅と表記する文献もある。

## 歴史
- 1955年（昭和30年）4月1日：山鹿温泉鉄道の駅として開業[1]。
- 1965年（昭和40年）2月4日：全線廃止に伴い廃止。

## 駅構造
1面1線のホームを持つ地上駅。レールバス用の小規模な停留所であった。

## 駅周辺
- 福岡県道・熊本県道3号大牟田植木線
- 熊本県道330号熊本山鹿自転車道線（鉄道廃線転用道路）

## 現在
駅の遺構は残っておらず、線路跡は自転車道（熊本県道330号熊本山鹿自転車道線）に転用された。

## 隣の駅
山鹿温泉鉄道
山鹿温泉鉄道線
植木町駅 - 一ツ木駅 - 今古閑駅